# Parlamentswahl in Litauen 2024
- TS-LKD: 28
- LRLS: 12
- Unabh.: 2
- LT: 1
- NS: 1
- NA: 20
- LLRA: 3
- DSVL: 14
- LVŽS: 8
- LSDP: 52

Die erste Runde der Parlamentswahl in Litauen fand am 13. Oktober 2024 statt, die zweite Runde am 27. Oktober 2024. Dabei wurden die 141 Abgeordneten des litauischen Parlaments, des Seimas, gewählt.
Die konservative TS-LKD, die bisher die Regierung anführte, verlor fast die Hälfte ihrer Sitze. Die Sozialdemokraten der LSDP wurden mit 19,2 % der Listenstimmen zwar nur knapp stimmenstärkste Partei, konnten aber durch Gewinn von 34 Wahlkreisen über ein Drittel der Parlamentssitze einnehmen. Mit der Nemuno aušra und DSVL platzierten sich zwei neu gegründete Parteien auf den Plätzen 3 und 4, während LVŽS und DP stark einbüßten.
Anfang Dezember bildeten LSDP, Nemuno aušra und DSVL eine gemeinsame Regierung mit dem Kabinett Paluckas.

## Wahlmodus
70 der 141 Sitze wurden proportional an die Parteien vergeben, die mindestens 5 Prozent der abgegebenen Stimmen (einschließlich der ungültigen Stimmen) bekamen; für Listenverbindungen lag die Hürde bei 7 Prozent. 
Die übrigen 71 Sitze wurden als Direktmandate in Einer-Wahlkreisen vergeben. Nach dem 2022 in Kraft getretenen neuen Wahlgesetz war im ersten Wahlgang der Kandidat mit den meisten Stimmen gewählt, sofern er von mindestens 20 % der Wahlberechtigten im Wahlkreis gewählt wurde. Gab es im ersten Wahlgang kein solches Ergebnis, fand zwei Wochen später eine Stichwahl der beiden Stimmenstärksten des ersten Wahlgangs statt.

## Ausgangslage
Bei der Wahl 2020 gewann die TS-LKD mit ca. 25 Prozent die Wahl. Die LVŽS belegte mit Verlusten den zweiten Platz. Ebenfalls starke Verluste musste die LSDP und die CP–T hinnehmen.
Nach der Wahl wurde eine Koalition aus TS-LKD, LRLS und Laisvės gebildet. Neue Premierministerin wurde Ingrida Šimonytė.

## Parteien und Kandidaten

### Parteien
Insgesamt nahmen 17 Parteien auf 15 Listen teil:
| #  | Partei/Bündnis | Partei/Bündnis | Spitzenkandidat           | Politische Ausrichtung                        |
| -- | -------------- | --- | ------------------------- | --------------------------------------------- |
| 1  |                | Demokratų sąjunga Vardan Lietuvos (DSVL)                                                                                | Saulius Skvernelis        | Konservatismus, Grüne Politik                 |
| 2  |                | Laisvės partija (Laisvės)                                                                                               | Aušrinė Armonaitė         | Linksliberalismus                             |
| 3  |                | Lietuvos Respublikos liberalų sąjūdis (LRLS)                                                                            | Viktorija Čmilytė-Nielsen | Klassischer Liberalismus                      |
| 4  |                | Lietuvos lenkų rinkimų akcija (LLRA)                                                                                    | Valdemar Tomaševski       | Polnische Minderheitspartei, Christdemokratie |
| 5  |                | Lietuvos liaudies partija (LLP)                                                                                         | Eduardas Vaitkus          | Russophilie, EU-Skepsis                       |
| 6  |                | Lietuvos regionų partija (LRP) Vorher: Lietuvos socialdemokratų darbo partija                                           | Jonas Pinskus             | Sozialdemokratie, Regionalismus               |
| 7  |                | Lietuvos socialdemokratų partija (LSDP)                                                                                 | Vilija Blinkevičiūtė      | Sozialdemokratie                              |
| 8  |                | Lietuvos valstiečių ir žaliųjų sąjunga (LVŽS) Zusammen mit Jaunoji Lietuva und Lietuva – visų                           | Aurelijus Veryga          | Konservatismus, Bauernpartei                  |
| 9  |                | Lietuvos žaliųjų partija (LŽP)                                                                                          | Ieva Budraitė             | Grüne Politik, Zentrismus                     |
| 10 |                | Nacionalinis susivienijimas (NS)                                                                                        | Vytautas Sinica           | Konservatismus, Nationalismus                 |
| 11 |                | Laisvė ir teisingumas (LT)                                                                                              | Artūras Zuokas            | Rechtsliberalismus                            |
| 12 |                | Nemuno aušra (NA) | Remigijus Žemaitaitis     | Rechtspopulismus, Regionalismus               |
| 13 |                | Taikos koalicija Bündnis aus Darbo partija, LKDP und Žemaičių partija                                                   | Viktor Uspaskich          | Populismus, Konservatismus                    |
| 14 |                | Tautos ir teisingumo sąjunga (centristai, tautininkai) (TTS) Zusammen mit Krikščionių sąjunga, PSC, LSS und Mes Lietuva | Artūras Orlauskas         | Nationalismus, Bauernpartei                   |
| 15 |                | Tėvynės sąjunga – Lietuvos krikščionys demokratai (TS-LKD)                                                              | Ingrida Šimonytė          | Konservatismus, Christdemokratie              |

### Verlauf

Verlauf der Umfragewerte seit der letzten Wahl

## Umfragen

### Letzte Umfragen
| Institut                                            | Datum      | TS-LKD | LVŽS   | DP    | LSDP   | Laisvės | LRLS  | LLRA  | LRP   | LŽP   | NA     | DSVL   | Sonstige |
| --------------------------------------------------- | ---------- | ------ | ------ | ----- | ------ | ------- | ----- | ----- | ----- | ----- | ------ | ------ | -------- |
| Spinter tyrimai                                     | 25.09.2024 | 18,0 % | 10,1 % | –     | 23,3 % | 7,0 %   | 9,8 % | –     | –     | 3,7 % | 16,0 % | 8,1 %  | 4,0 %    |
| Vilmorus                                            | 21.09.2024 | 13,3 % | 9,1 %  | 2,7 % | 26,4 % | 3,3 %   | 7,5 % | 1,9 % | 4,0 % | 1,2 % | 16,7 % | 9,5 %  | 4,4 %    |
| Baltijos tyrimai                                    | 09.08.2024 | 12,5 % | 11,6 % | 7,7 % | 21,9 % | 3,6 %   | 5,7 % | 3,6 % | 4,3 % | 1,4 % | 11,1 % | 12,8 % | 6,2 %    |
| Parlamentswahl 2020                                 | 11.10.2020 | 24,9 % | 17,4 % | 9,4 % | 9,2 %  | 9,1 %   | 6,8 % | 4,8 % | 3,3 % | 1,7 % | –      | –      | 13,4 %   |
| Quelle: Auszug aus den Wahlumfragen bei politpro.eu |            |        |        |       |        |         |       |       |       |       |        |        |          |

## Ergebnis

Direktmandate nach Wahlkreisen

| Listen                                                               | Listen                                                      | Listen                                                      | Listen                                                      | Listenstimmen | Listenstimmen | Listenstimmen | Wahlkreisstimmen | Wahlkreisstimmen | Wahlkreisstimmen | Wahlkreisstimmen | Wahlkreisstimmen | Wahlkreisstimmen | Wahlkreisstimmen | Wahlkreisstimmen | Mandate Gesamt | Mandate Gesamt |
| Listen                                                               | Listen                                                      | Listen                                                      | Listen                                                      | Listenstimmen | Listenstimmen | Listenstimmen | 1. Wahlgang      | 1. Wahlgang      | 1. Wahlgang      | 1. Wahlgang      | 2. Wahlgang      | 2. Wahlgang      | 2. Wahlgang      | 2. Wahlgang      | Mandate Gesamt | Mandate Gesamt |
| Listen                                                               | Listen                                                      | Listen                                                      | Listen                                                      | Stimmen       | %             | Mandate       | Kand.            | Stimmen          | %                | Mandate          | Kand.            | Stimmen          | %                | Mandate          | Anzahl         | +/-            |
| -------------------------------------------------------------------- | ----------------------------------------------------------- | ----------------------------------------------------------- | ----------------------------------------------------------- | ------------- | ------------- | ------------- | ---------------- | ---------------- | ---------------- | ---------------- | ---------------- | ---------------- | ---------------- | ---------------- | -------------- | -------------- |
|                                                                      | Lietuvos socialdemokratų partija                            | Lietuvos socialdemokratų partija                            | Lietuvos socialdemokratų partija                            | 240.503       | 19,3          | 18            | 70               | 225.638          | 18,8             | 2                | 37               | 290.419          | 34,3             | 32               | 52             | +39            |
|                                                                      | Tėvynės sąjunga – Lietuvos krikščionys demokratai           | Tėvynės sąjunga – Lietuvos krikščionys demokratai           | Tėvynės sąjunga – Lietuvos krikščionys demokratai           | 224.026       | 18,0          | 17            | 70               | 231.394          | 19,3             | 1                | 33               | 210.964          | 24,9             | 10               | 28             | −22            |
|                                                                      | Nemuno aušra                                                | Nemuno aušra                                                | Nemuno aušra                                                | 186.305       | 15,0          | 14            | 57               | 129.641          | 10,8             | 1                | 13               | 77.508           | 9,2              | 5                | 20             | Neu            |
|                                                                      | Demokratų sąjunga Vardan Lietuvos                           | Demokratų sąjunga Vardan Lietuvos                           | Demokratų sąjunga Vardan Lietuvos                           | 114.792       | 9,2           | 8             | 57               | 105.330          | 8,8              | –                | 10               | 64.013           | 7,6              | 6                | 14             | Neu            |
|                                                                      | Lietuvos Respublikos liberalų sąjūdis                       | Lietuvos Respublikos liberalų sąjūdis                       | Lietuvos Respublikos liberalų sąjūdis                       | 95.868        | 7,7           | 7             | 62               | 108.493          | 9,1              | 1                | 9                | 56.447           | 6,7              | 4                | 12             | −1             |
|                                                                      | Lietuvos valstiečių ir žaliųjų sąjunga                      | Lietuvos valstiečių ir žaliųjų sąjunga                      | Lietuvos valstiečių ir žaliųjų sąjunga                      | 87.374        | 7,0           | 6             | 70               | 115.083          | 9,6              | –                | 10               | 53.264           | 6,3              | 2                | 8              | −24            |
|                                                                      | Laisvės partija                                             | Laisvės partija                                             | Laisvės partija                                             | 56.379        | 4,5           | –             | 40               | 54.356           | 4,5              | –                | 3                | 21.539           | 2,5              | –                | 0              | −11            |
|                                                                      | Lietuvos lenkų rinkimų akcija – Krikščioniškų šeimų sąjunga | Lietuvos lenkų rinkimų akcija – Krikščioniškų šeimų sąjunga | Lietuvos lenkų rinkimų akcija – Krikščioniškų šeimų sąjunga | 48.288        | 3,9           | –             | 25               | 51.057           | 4,3              | 2                | 3                | 19.042           | 2,2              | 1                | 3              | ±0             |
|                                                                      | Nacionalinis susivienijimas                                 | Nacionalinis susivienijimas                                 | Nacionalinis susivienijimas                                 | 35.726        | 2,9           | –             | 28               | 24.080           | 2,0              | –                | 1                | 7.860            | 0,9              | 1                | 1              | +1             |
|                                                                      | Lietuvos liaudies partija                                   | Lietuvos liaudies partija                                   | Lietuvos liaudies partija                                   | 32.813        | 2,6           | –             | 5                | 5.223            | 0,4              | –                | –                | –                | –                | –                | 0              | ±0             |
|                                                                      | Taikos koalicija                                            |                                                             | Darbo partija                                               | 27.362        | 2,2           | –             | 27               | 16.055           | 1,3              | –                | –                | –                | –                | –                | 0              | −10            |
|                                                                      | Taikos koalicija                                            | Lietuvos krikščioniškosios demokratijos partija             | 14                                                          | 27.362        | 2,2           | –             | 7.667            | 0,6              | –                | –                | –                | –                | –                |                  | 0              | −10            |
|                                                                      | Taikos koalicija                                            | Žemaičių partija                                            | 5                                                           | 27.362        | 2,2           | –             | 3.080            | 0,3              | –                | –                | –                | –                | –                |                  | 0              | −10            |
|                                                                      | Lietuvos regionų partija                                    | Lietuvos regionų partija                                    | Lietuvos regionų partija                                    | 23.547        | 1,9           | –             | 62               | 40.008           | 3,3              | –                | 3                | 17.253           | 2.0              | –                | 0              | −3             |
|                                                                      | Lietuvos žaliųjų partija                                    | Lietuvos žaliųjų partija                                    | Lietuvos žaliųjų partija                                    | 21.002        | 1,7           | –             | 36               | 22.182           | 1,9              | –                | –                | –                | –                | –                | 0              | −1             |
|                                                                      | Tautos ir teisingumo sąjunga (centristai, tautininkai)      | Tautos ir teisingumo sąjunga (centristai, tautininkai)      | Tautos ir teisingumo sąjunga (centristai, tautininkai)      | 17.218        | 1,4           | –             | 44               | 21.914           | 1,8              | –                | –                | –                | –                | –                | 0              | ±0             |
|                                                                      | Laisvė ir teisingumas                                       | Laisvė ir teisingumas                                       | Laisvė ir teisingumas                                       | 9.367         | 0,8           | –             | 17               | 10.484           | 0,9              | –                | 2                | 11.531           | 1,4              | 1                | 1              | ±0             |
|                                                                      | Unabhängige                                                 | Unabhängige                                                 | Unabhängige                                                 | –             | –             | –             | 10               | 26.044           | 2,2              | 1                | 2                | 17.025           | 2,0              | 1                | 2              | −2             |
| Gesamt                                                               | Gesamt                                                      | Gesamt                                                      | Gesamt                                                      | 1.220.570     | 100           | 70            | 699              | 1.197.729        | 100              | 8                | 126              | 846.865          | 100              | 63               | 141            | ±0             |
|                                                                      |                                                             |                                                             |                                                             |               |               |               |                  |                  |                  |                  |                  |                  |                  |                  |                |                |
| Ungültige Stimmen                                                    | Ungültige Stimmen                                           | Ungültige Stimmen                                           | Ungültige Stimmen                                           | 24.047        | 1,9           |               |                  | 46.321           | 3,7              |                  |                  | 31.745           | 3,6              |                  |                |                |
| Wähler                                                               | Wähler                                                      | Wähler                                                      | Wähler                                                      | 1.244.617     | 52,2          |               |                  | 1.244.050        | 52,2             |                  |                  | 878.610          | 41,4             |                  |                |                |
| Wahlberechtigte                                                      | Wahlberechtigte                                             | Wahlberechtigte                                             | Wahlberechtigte                                             | 2.384.368     |               |               |                  | 2.384.368        |                  |                  |                  | 2.121.562        |                  |                  |                |                |
|                                                                      |                                                             |                                                             |                                                             |               |               |               |                  |                  |                  |                  |                  |                  |                  |                  |                |                |
| Quelle: VRK (Listenstimmen, Direktmandate: 1. Wahlgang, 2. Wahlgang) |                                                             |                                                             |                                                             |               |               |               |                  |                  |                  |                  |                  |                  |                  |                  |                |                |

## Im ersten Wahlgang gewählte Abgeordnete
Am 13. Oktober gewählte Abgeordnete:
| Wahlkreis | Wahlkreis            | Partei | Partei    | ±                     | Abgeordneter                            | Abgeordneter                            |
| Wahlkreis | Wahlkreis            | Partei | Partei    | ±                     | Letzte Wahl                             | gewählt                                 |
| --------- | -------------------- | ------ | --------- | --------------------- | --------------------------------------- | --------------------------------------- |
| 1.        | Senamiestis-Žvėrynas |        | LRLS      | gehalten              | Viktorija Čmilytė-Nielsen               | Viktorija Čmilytė-Nielsen               |
| 3.        | Antakalnis           |        | TS-LKD    | gehalten              | Ingrida Šimonytė                        | Ingrida Šimonytė                        |
| 41.       | Kelmė–Šilalė         |        | NA        | gewonnen von der LT   | Remigijus Žemaitaitis (bis 2023 bei LT) | Remigijus Žemaitaitis (bis 2023 bei LT) |
| 43.       | Kėdainiai            |        | parteilos | gewonnen von der LSDP | Tomas Bičiūnas                          | Viktoras Fiodorovas                     |
| 46.       | Westliches Žiemgala  |        | LSDP      | gehalten              | Liudas Jonaitis                         | Vaida Aleknavičienė                     |
| 56.       | Šalčininkai–Vilnius  |        | LLRA-KŠS  | gehalten              | Beata Petkevič                          | Jaroslav Narkevič                       |
| 57.       | Nemenčinė            |        | LLRA-KŠS  | gehalten              | Česlav Olševski                         | Rita Tamašunienė                        |
| 60.       | Jonava               |        | LSDP      | gehalten              | Eugenijus Sabutis                       | Eugenijus Sabutis                       |